# Zip Cyclecar Company
Zip Cyclecar Company war ein US-amerikanischer Hersteller von Automobilen.

## Unternehmensgeschichte
Das Unternehmen wurde 1913 in Davenport in Iowa gegründet. Präsident war R. W. Phelps, der vorher für die Moline Automobile Company tätig war. S. Decker French und Frank W. Skinner waren ebenfalls im Unternehmen tätig. Im Oktober 1913 wurde die Produktion von Automobilen angekündigt. Im November wurde der erste Prototyp getestet. Noch im gleichen Jahr kam es zur Markteinführung. Der Markenname lautete Zip. 1914 endete die Produktion. Im November 1914 kam es zum Bankrott. Insgesamt entstanden 123 Fahrzeuge. Damit war das Unternehmen das erfolgreichste der Cyclecar-Klasse aus Iowa.

## Fahrzeuge
Das erste Modell wurde zwar als Cyclecar bezeichnet, allerdings erfüllte es wie so viele andere aus den USA die Kriterien nicht. Es hatte einen luftgekühlten V2-Motor von Mack. 85,725 mm Bohrung und 99,22002 mm Hub ergaben 1145 cm³ Hubraum. Das Hubraumlimit für Cyclecars lag aber bei 1100 cm³. Der Motor war mit 10/14 PS angegeben. Er trieb über ein Friktionsgetriebe und Riemen die Hinterachse an. Das Fahrgestell hatte 234 cm Radstand und 102 cm Spurweite. Der Roadster bot Platz für zwei Personen nebeneinander. Als Leergewicht gibt eine Quelle 272 kg an.
Im Sommer 1914 wurde auf gleicher Basis ein Nutzfahrzeug angekündigt. Ob es dazu kam, ist unklar.
Der Personenkraftwagen erhielt einen V4-Motor mit 63,5 mm Bohrung, 101,6 mm Hub und 1287 cm³ Hubraum. Der Motor war mit 10/16 PS angegeben. Die Maße des Fahrgestells entsprachen dem schwächeren Modell. 363 kg Leergewicht sind angegeben.